# Matthew Good
Matt Good, född Matthew Aaron Good 11 februari 1984 i Valrico i Florida, är sologitarrist och sångare i post-hardcore-bandet From First to Last som han gick med i år 1999. Han var i början gitarrist och bakgrundssångare, men efter att den före detta sångaren Sonny Moore lämnade bandet, tog Matt den rollen. Good lämnade From First to Last 2010 och spelade i post-hardcorebandet Destroy Rebuild Until God Shows (ofta förkortad D.R.U.G.S.) från 2010 till 2012. Han återvände till From First to Last 2013. 2016 startade han också i bandet Kill It With Fire.

## Diskografi

### Med From First to Last
Album
- Dear Diary, My Teen Angst Has A Bodycount (2004)
- Heroine (2006)
- From First To Last (2008)
- Throne to the Wolves (2010)
- Dead Trees (2015)

EP
- Aesthetic (2003)

Singlar (urval)
- "Such a Tragedy" (2003)
- "My Heart, Your Hands" (2003)
- "Ride the Wings of Pestilence" (2004)
- "Note To Self" (2005)
- "The Latest Plague" (2006)
- "Shame Shame" (2006)
- "Worlds Away" (2008)

### Med Destroy Rebuild Until God Shows
Album
- D.R.U.G.S. (2011)

EP
- Live From Hot Topic (2011)